# Haitam Gaiz
Haitam Gaiz (en arabe : هيثم قيز), né le 25 février 1994 à Ouazzane, est un coureur cycliste marocain.

## Biographie
Lors du Tour du Mali 2017, il se distingue en remportant la dernière étape ainsi que les classements des points chauds et des sprints intermédiaires.

## Palmarès
- 2016
  - 2e du championnat du Maroc du contre-la-montre espoirs
- 2017
  - 5e étape du Tour du Mali

## Classements mondiaux
| Année                                 | 2016  | 2017  |
| ------------------------------------- | ----- | ----- |
| Classement mondial                    | 1965e | 1797e |
| UCI Asia Tour                         | nc    | 321e  |
| UCI Africa Tour                       | 153e  | 241e  |
|                                       |       |       |
| Légende : nc = non classéSource : UCI |       |       |